# Poczobutt (krater księżycowy)
Poczobutt – duży krater uderzeniowy położony na niewidocznej z Ziemi stronie Księżyca. Jego średnica wynosi ok. 212 km.

## Satelickie kratery[1]
| Poczobutt | Szerokość | Długość   | Średnica |
| --------- | --------- | --------- | -------- |
| J         | 56,3° N   | 96,9° W   | 23,17 km |
| R         | 55,69° N  | 104,14° W | 40,17 km |